# Mactra marplatensis
Mactra marplatensis is een tweekleppigensoort uit de familie van de Mactridae. De wetenschappelijke naam van de soort is voor het eerst geldig gepubliceerd in 1949 door Doello-Jurado.